# Floorwork

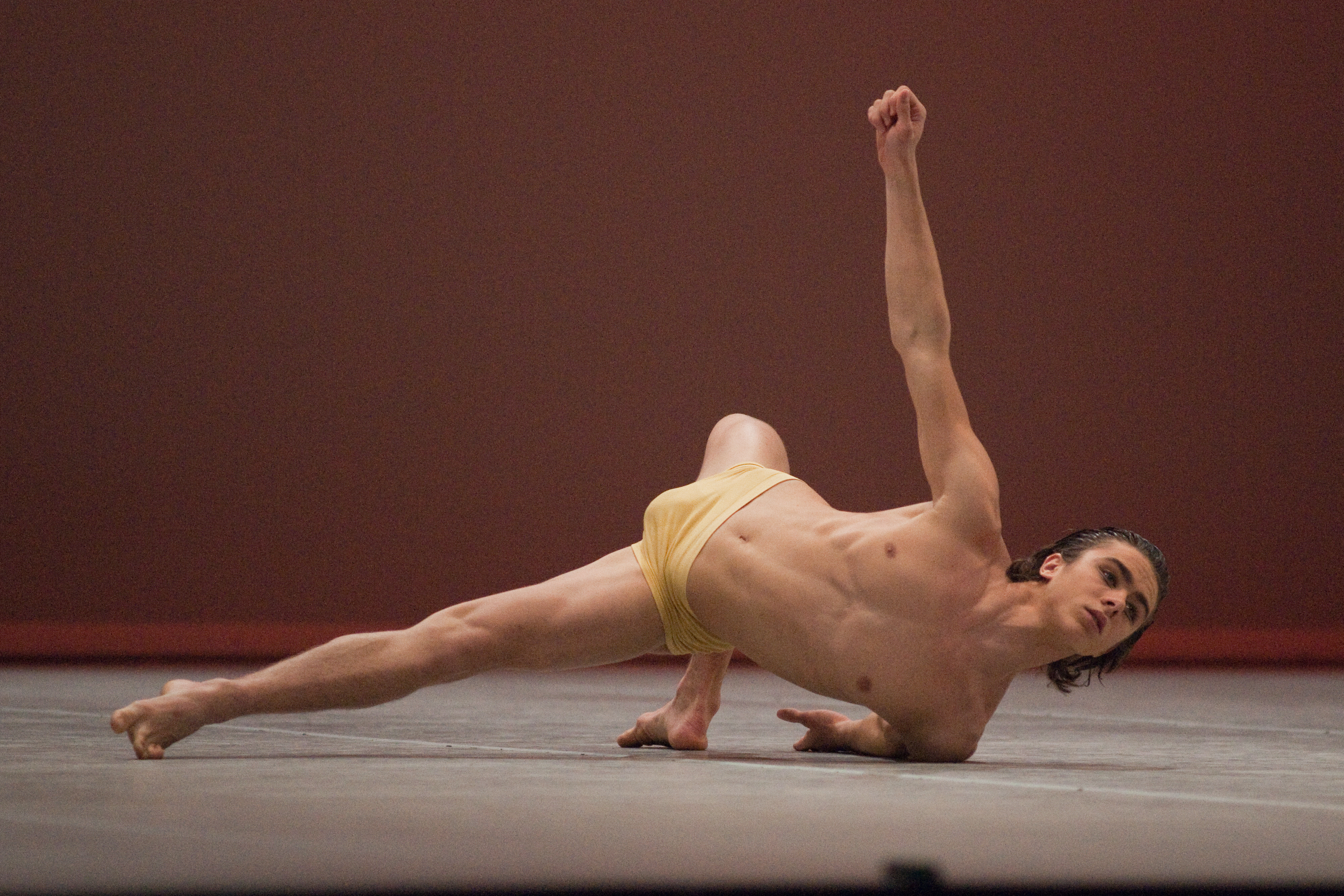
Floorwork in una variazione di balletto contemporaneo

Nella danza il floorwork si riferisce ai movimenti eseguiti sul pavimento. Il floorwork è largamente utilizzato nella danza moderna, in particolare la tecnica Graham e la tecnica Hawkins, oltre che nella breakdance vernacolare. Alcune pratiche di allenamento di ballo, in particolare il Floor-Barre, consistono interamente di floorwork.
Il floorwork cambia la relazione del corpo con la gravità e richiede ai ballerini di navigare tra i livelli più alti e quelli più bassi ("entrare e uscire dal pavimento"). Queste caratteristiche sono fondamentali per l'uso del floorwork in coreografia e influenzano anche il suo ruolo nelle lezioni di tecnica. L'esecuzione regolare del floorwork richiede giunzioni flessibili, un corpo rilassato e l'attenzione al feedback cinestetico fornito dal pavimento.
Il livello "basso" o floorwork è uno dei tre principali livelli spaziali che i ballerini possono occupare, insieme al livello medio o bipede (verticale) e quello alto o aereo (salto).

## Danza concertistica
L'uso del floorwork è una delle principali differenze tra la danza moderna e i precedenti generi di danza da concerto occidentale. Isadora Duncan incorporò il floorwork nei suoi balletti già nel 1911, anche se il merito della sua introduzione è più spesso attribuito al suo successore Martha Graham. Il concetto è strettamente associato alla tecnica Graham, per via dell'ampio uso della Graham del floorwork e di innovazioni molto imitate, nonché del repertorio unico di cadute della sua tecnica. Doris Humphrey fu accreditata di innovazioni dei floorwork in un contesto di danza da concerto.
Anche i movimenti successivi derivati dalla danza classica moderna hanno utilizzato ampiamente il floorwork. Il balletto contemporaneo usa il floorwork come parte integrante della coreografia, piuttosto che l'occasionale inginocchiamento o crollo che si ritrovano nei più vecchi stili del balletto romantico. Il floorwork è essenziale nel genere postmoderno di contact improvisation, in cui il floorwork può anche essere trattato come un partner.

## B-boying

Uno "stab" "windmill", una mossa di potenza eseguita sul pavimento

Il floorwork nel b-boying (breakdance) comprende footwork a terra, o downrock, così come alcuni movimenti di potenza più atletici. Il downrock viene eseguito con il corpo appoggiato su mani e piedi. Permette al ballerino di mostrare la propria bravura nella velocità e il controllo del piede eseguendo complesse combinazioni di footwork. La mossa fondamentale del downrock è il 6-step, sebbene esistano innumerevoli varianti. Le mani, le gambe e le ginocchia possono anche essere in primo piano o sorreggere il corpo.
Il downrock spesso passa attraverso drammatiche mosse di potenza, incluse mosse basate sul pavimento come windmill e flare.
Il downrock divenne comune a metà degli anni '70; Keith e Kevin Smith, noti come "Nigga Twinz", sono stati accreditati per averlo reso popolare, così come l'originale Rock Steady Crew. L'emergere del floorwork è stato uno sviluppo importante nella break dance, segnando la fine del primo stile o "vecchia scuola".

## Danza del ventre

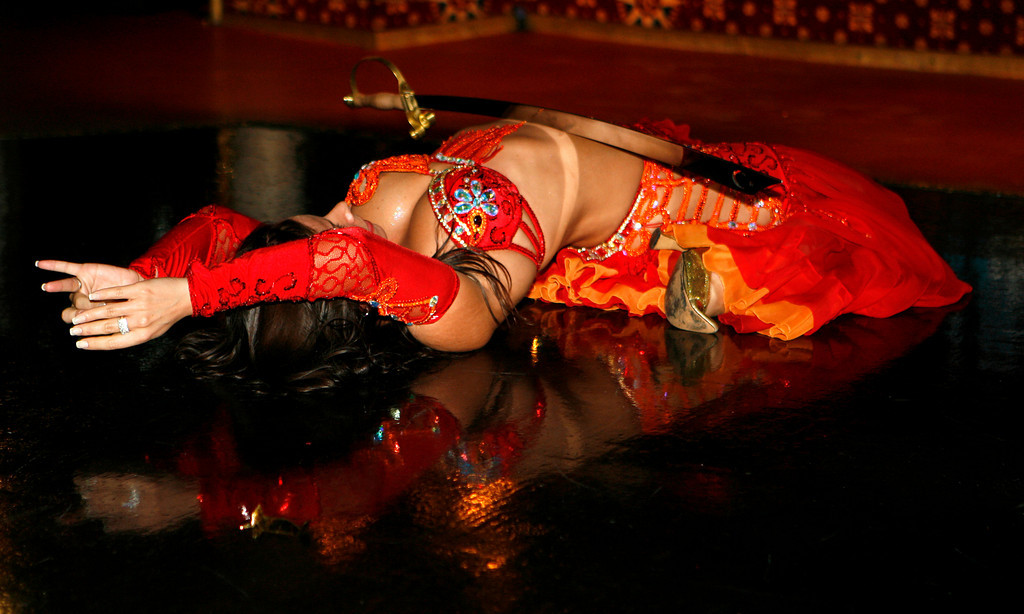
Floorwork nella danza del ventre, usando una spada come un oggetto di scena

Il floorwork è una caratteristica di molti tipi di danza del ventre, che spesso comportano la manipolazione di materiale di scena mentre sono distesi sul pavimento e intenzionati a mostrare la padronanza del ballerino. Masha Archer, come parte di uno sforzo per cambiare ciò che vedeva come sovra-sessualizzato ed uno sfruttamento della danza del ventre, rifiutava il floorwork perché non voleva che il pubblico guardasse dall'alto in basso i suoi ballerini.